# Токийское столичное правительственное здание
Токийское столичное правительственное здание (яп. 東京都庁舎 То:кё: Тотё:ся), иногда для краткости Токийский муниципалитет (яп. 都庁 Тотё:) — место расположения Токийского столичного правительства, под управлением которого находятся не только 23 специальных района, но и все города и поселки Токио.
С момента постройки в феврале 1991 года по январь 2007 года являлось самым высоким зданием в Токио. В 2007 году этот титул перешел к Midtown Tower.
Спроектированный японским архитектором Кэндзо Тангэ комплекс зданий Токийского муниципалитета находится в столичном районе Синдзюку, на его сооружение было затрачено около 1 млрд. долларов.

## Архитектура комплекса
Токийский муниципалитет представляет собой комплекс из трёх зданий, объединенных в единую архитектурную композицию: Токийское правительственное здание № 1, Токийское правительственное здание № 2 и Дом народного собрания. Высота первого, главного, здания почти 243 метра (45 этажей), также оно включает три подземных уровня. Второе — немного ниже (34 этажа и три подземных). Третье имеет всего восемь этажей, один из которых находится ниже уровня земли; оно расположено чуть поодаль от двух основных, напротив первого корпуса. Все три здания объединены между собой узкими «мостами». В центре образовавшегося квадрата расположена площадь в форме веера, вокруг разбит сквер.
Главное здание напоминает футуристический готический собор — на высоте 33-го этажа оно раскалывается на две башни — Северную и Южную. Эти башни специалисты окрестили «японским Нотр-Дам де Пари». В наружном и внутреннем дизайне Токийского муниципалитета используются элементы, напоминающие компьютерные микросхемы. В частности, изображения микропроцессоров находятся на потолке второго этажа главного корпуса, а также в других частях здания.

## Технические решения
Все здания построены по особым сейсмоустойчивым технологиям, которые позволят выдержать 8-балльное землетрясение, подобное великому землетрясению Канто —  разрушительной катастрофе, произошедшей в 1923 году. Воздействие силы ветра удалось сократить на треть путём правильной ориентации здания с севера на юг. Использование округлых форм с наветренной стороны и грубой текстуры с подветренной, расположение наклона крыш высотных башен под углом 45 градусов и наличие высоких деревьев в окрестности, позволило значительно уменьшить разрушительное действие ветра.
Сверхскоростные бесшумные лифты за минуту доставляют посетителей на 240-метровую высоту.

## Галерея

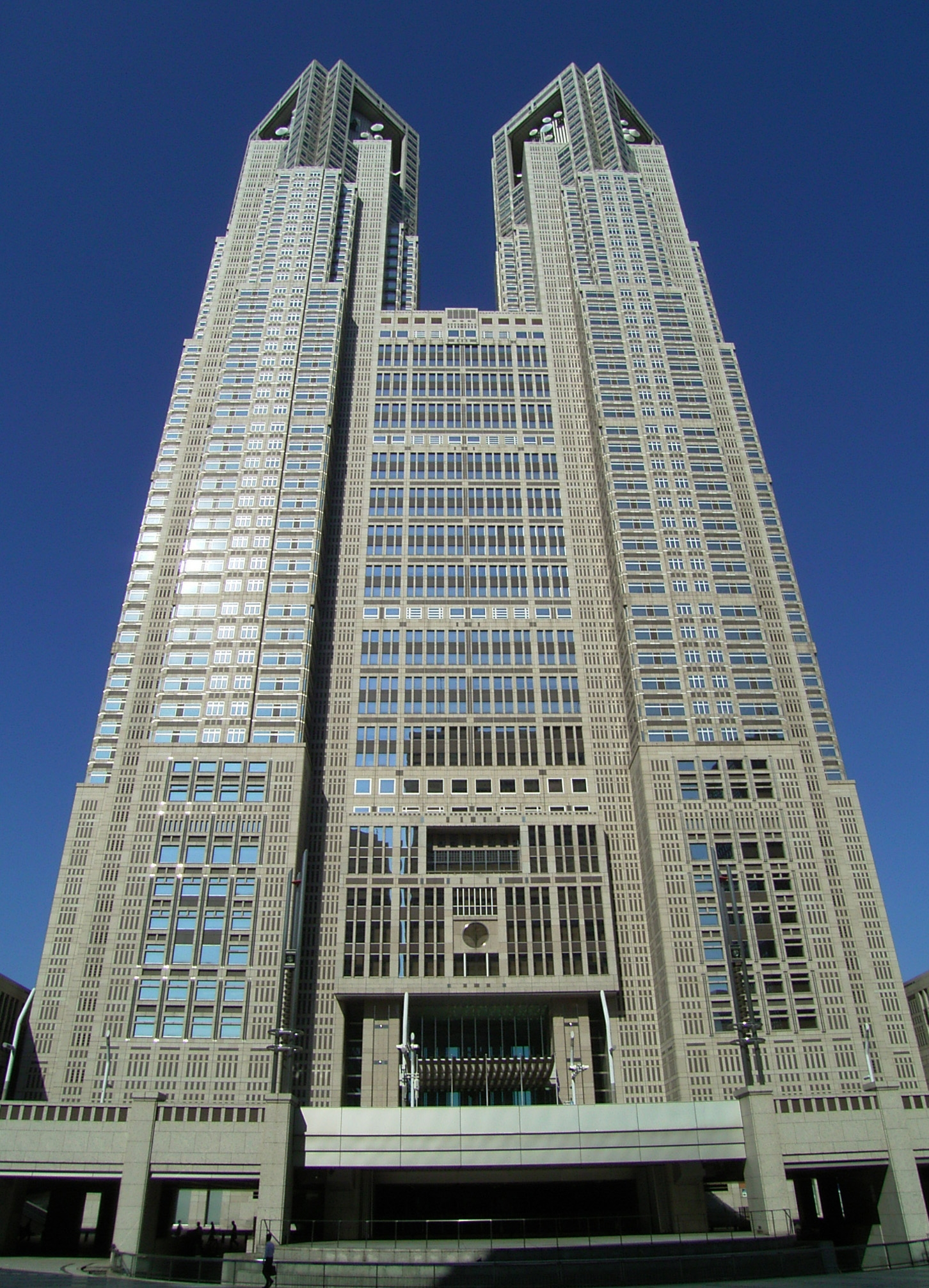
Главное здание
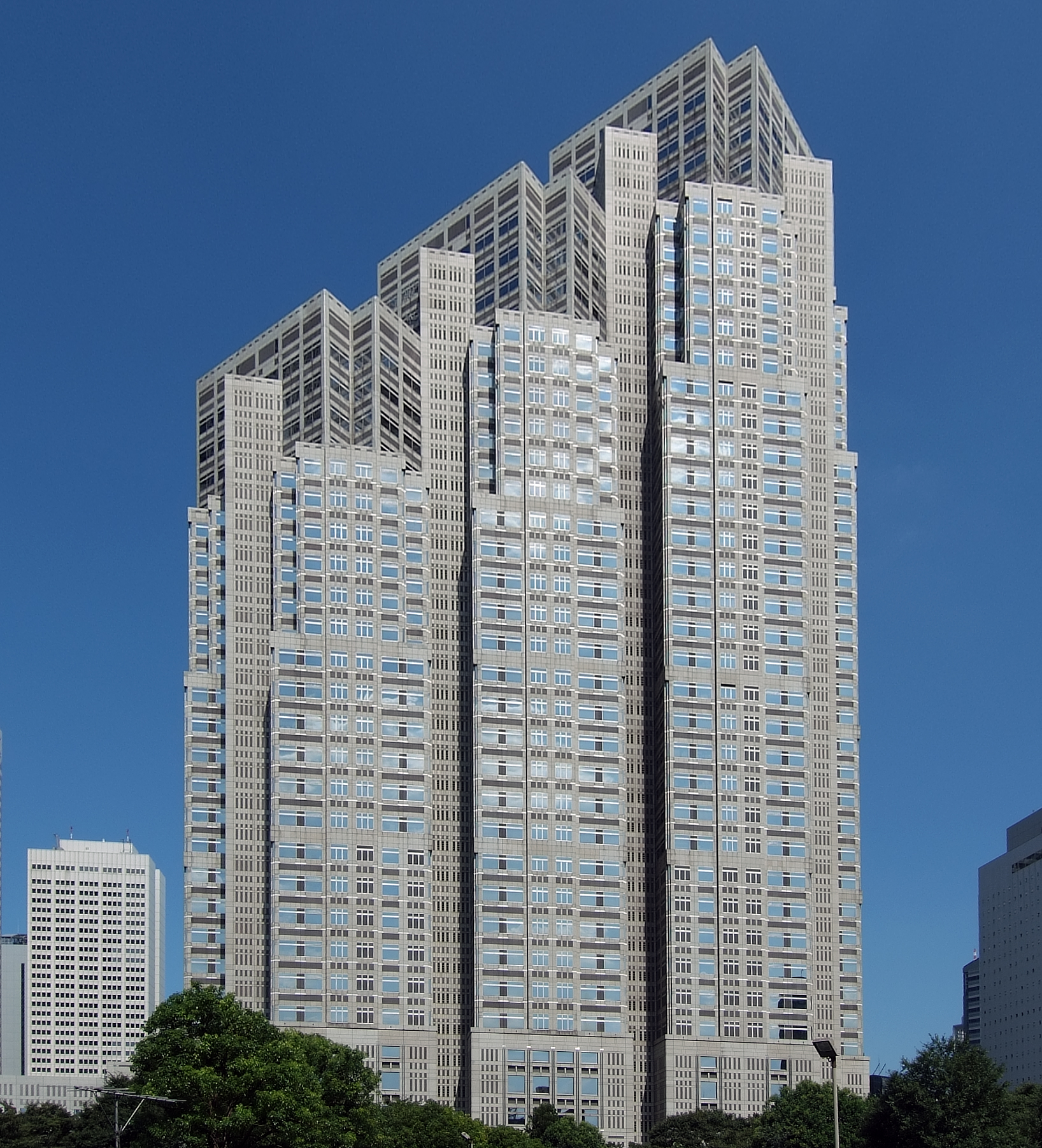
Здание №2
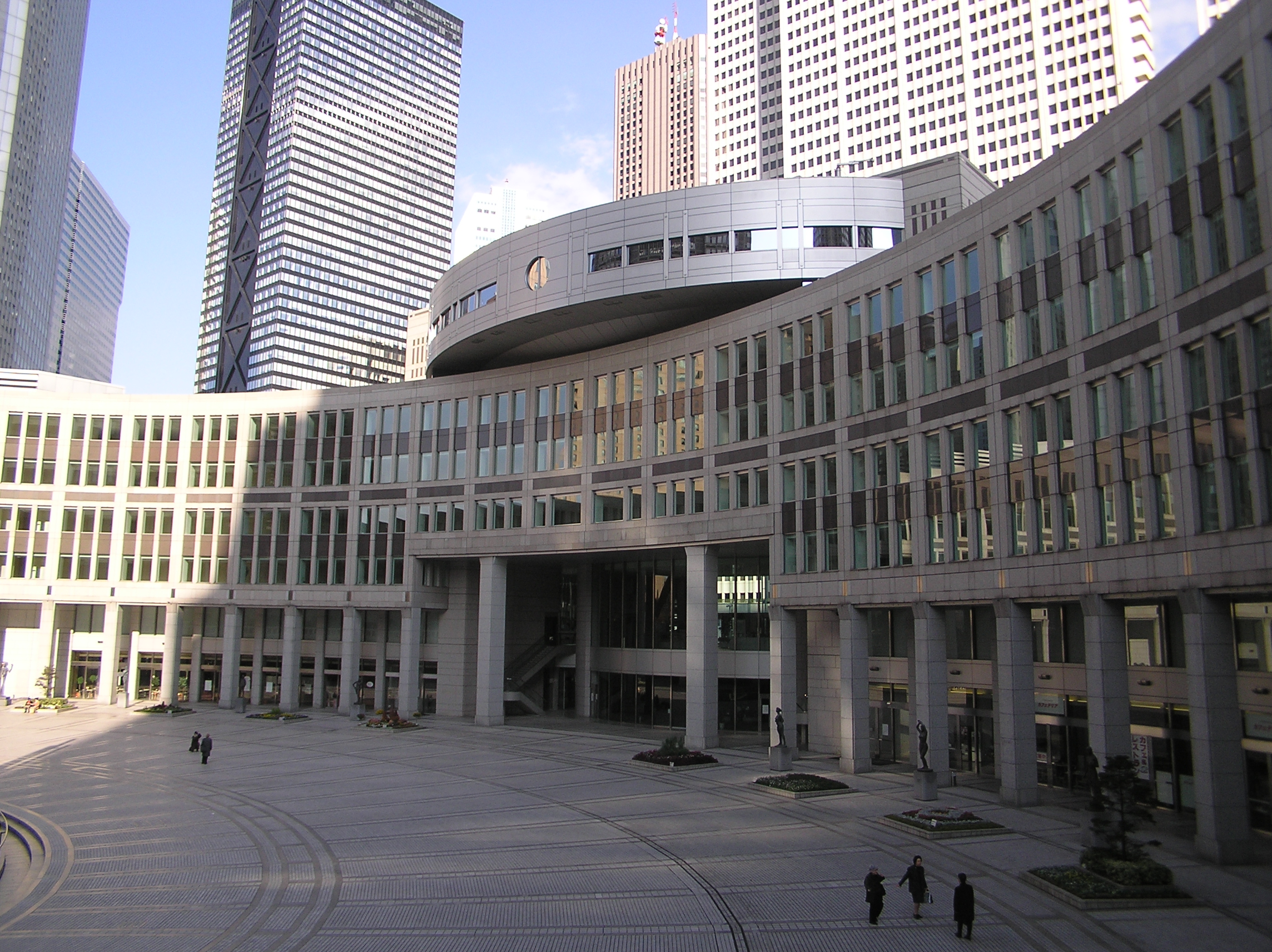
Дом народного собрания
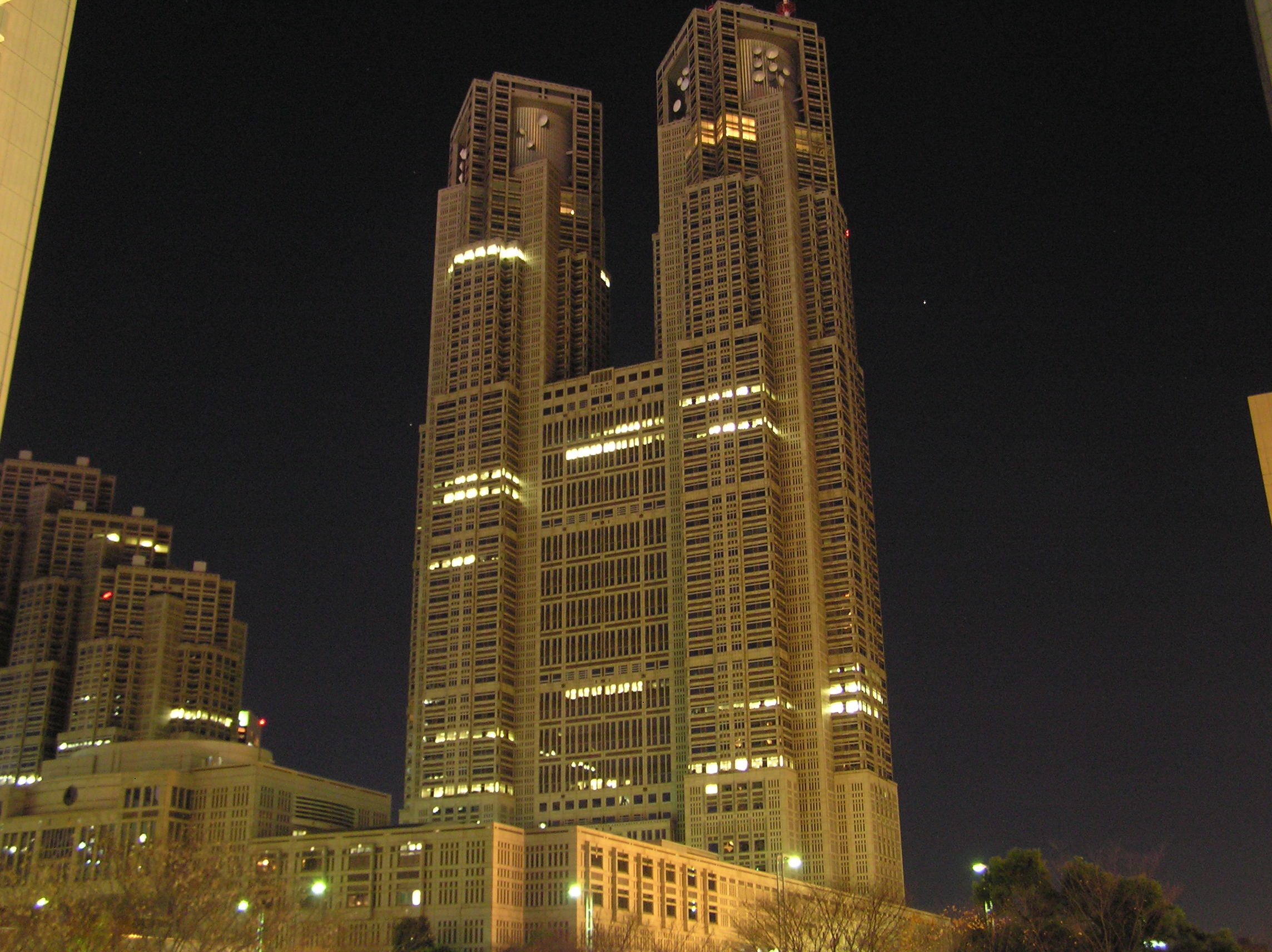
Главное здание муниципалитета ночью

## Смотровые площадки
Две смотровые площадки-близнецы находятся в главном здании — в Южной и Северной башнях — на 45-м этаже, на высоте 202 метра. Скоростной лифт доставляет посетителей на 45 этаж за 55 секунд, каждая смотровая площадка имеет площадь 1000 кв.м., там же находится кафе и магазин сувениров. Разрешено пользоваться камерами без штативов.
С двухсотметровой высоты открывается великолепная панорама Токио, в ясную погоду видна священная гора Фудзияма.
На первом этаже здания расположен туристический информационный центр. Смотровые площадки открыты ежедневно с 9:30 до 22:30, кроме понедельника, посещение бесплатное.

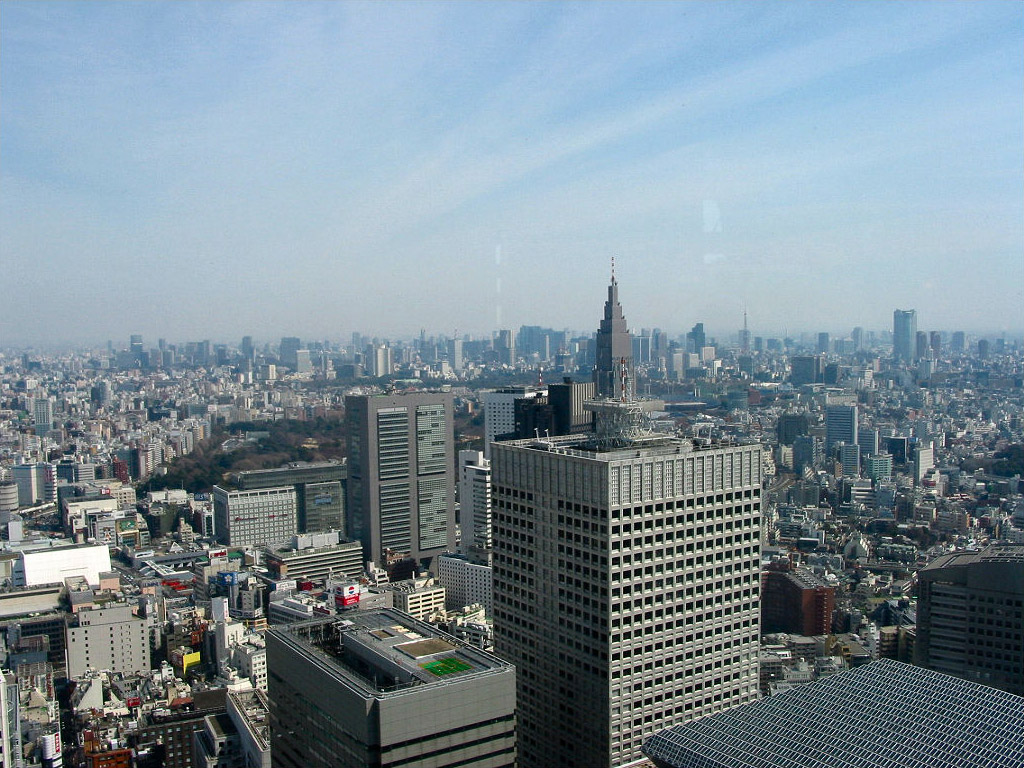
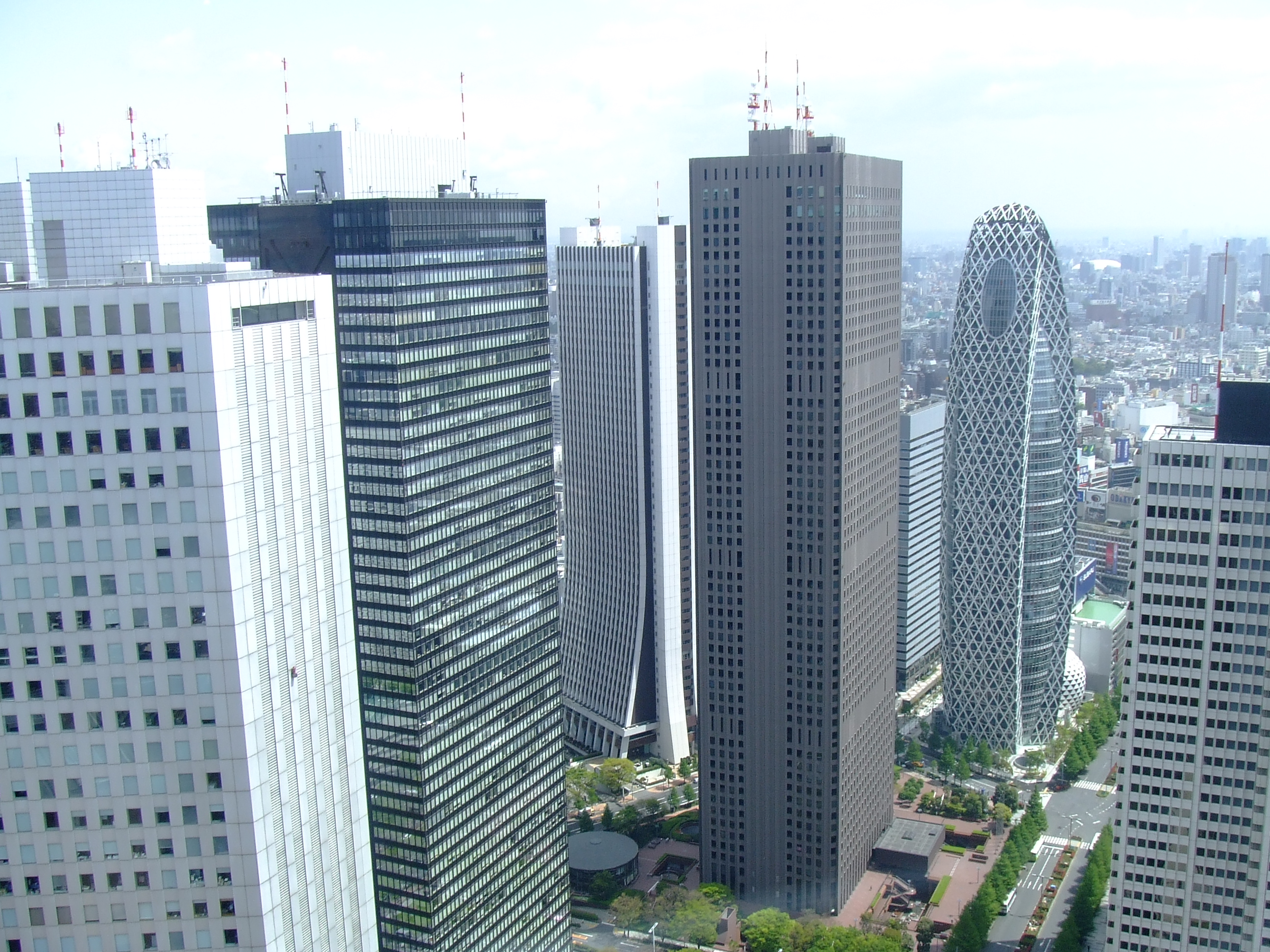
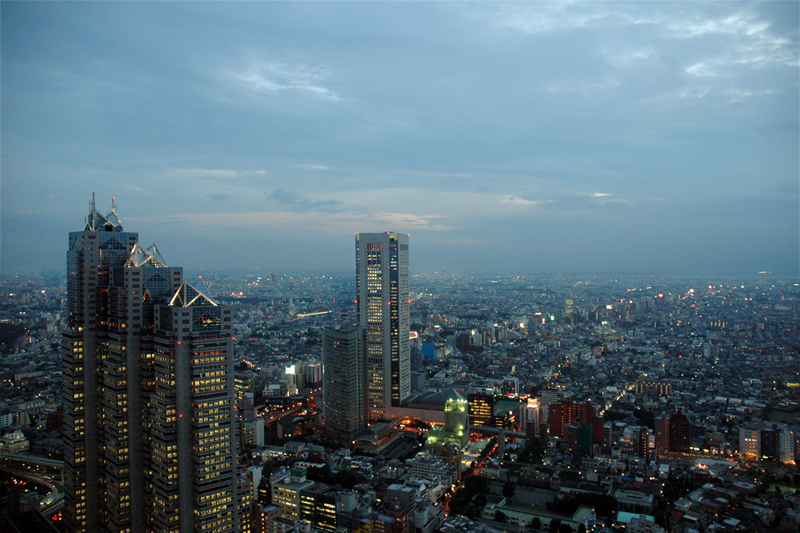